# Melaleuca scabra
Melaleuca scabra är en myrtenväxtart som beskrevs av Robert Brown. Melaleuca scabra ingår i släktet Melaleuca och familjen myrtenväxter. Inga underarter finns listade i Catalogue of Life.